# Йоана Гочева
Йоана Гочева е българска спортна журналистка.

## Биография
Йоана Гочева е родена на 30 юни 1980 г. в София. Завършва Факултета по журналистика на Софийския университет „Св. Климент Охридски“. Специализира международни отношения.
През 2001 г. започва да се занимава със спортна журналистика. Води спортните емисии по Нова телевизия. През 2009 г. става водеща на спортното предаване „Преди кръга“ по Диема.